# 凱捷
凱捷管理顧問公司（英語：Capgemini），總部設於法國巴黎，由法國企業家Serge Kampf於1967年創立，是一間全球性的資訊科技服務管理領導廠商。它列名在巴黎CAC40指数中，是法國前四十大企業。企業總部位於巴黎蒂尔西特路，仍然由Serge Kampf擔任執行長，目前在全球39個國家擁有分公司，公司雇員共108,698名。前身为安永咨询。
它參與創建The Open Group。
凱捷的營運區域包括北美、南美、北歐、亞太地區、中歐及東歐。它提供的服務包括了管理咨询、技術、外包以及在地化專業服務。集團中的子公司包括Sogeti，一間與IBM齊名的IT服務供應業者。
2019年6月25日凱捷以36億歐元（40.9億美元）現金收購法國工程和數位服務公司Altran Technologies，兩家公司将合併成—間年收入達到170億歐元，員工人數超過250,000人的全球性的IT諮詢公司

## 外部連結
- 官方网站
- Sogeti 官方網站（页面存档备份，存于）